# ماکسیم شوستاکویچ
ماکسیم دیمیتریویچ شوستاکویچ (روسی: Макси́м Дми́триевич Шостако́вич؛ زادهٔ ۱۰ مهٔ ۱۹۳۸) نوازنده پیانو و رهبر موسیقی اهل روسیه است. او فرزند سوم 
دمیتری شوستاکوویچ است.